# 근육포자충과
근육포자충과(Sarcocystidae)는 정단복합체충문에 속하는 원생생물 과이다. 사람과 가축에게 다양한 질병을 일으킨다.

## 하위 분류
- 근육포자충아과 (Sarcocystinae)
  - 프렌켈리아속 (Frenkelia)
  - 근육포자충속 (Sarcocystis)
    - 개근육포자충 (Sarcocystis bigemina)
    - 쇠근육포자충 (Sarcocystis cruzi)
    - 사람근육포자충 (Sarcocystis hominis)
    - 린데만근육포자충 (Sarcocystis lindemanni)
    - 돼지근육포자충 (Sarcocystis suihominis)
- 톡소포자충아과 (Toxoplasmatinae)
  - 쇠피부포자충속 (Besnoitia)
    - Besnoitia bennetti
    - 쇠피부포자충 (Besnoitia besnoiti)
    - Besnoitia tarandi

  - Hammondia
  - Hyaloklossia
  - Nephroisospora
  - 네오스포라속 (Neospora)
  - 톡소포자충속 (Toxoplasma)
- 아과 분류 미상
  - Cystoisospora